# الضغط للأسفل (تمرين)

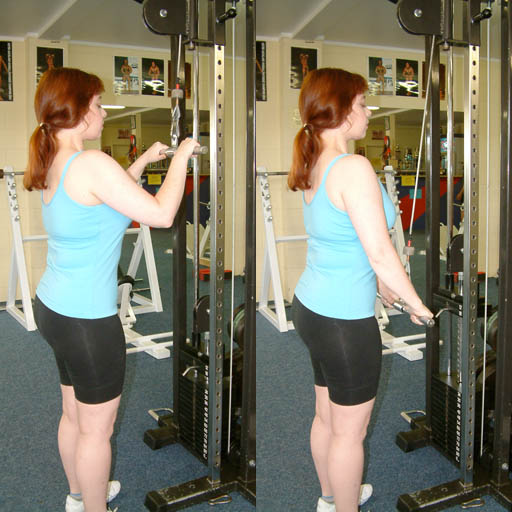

الضغط للأسفل هو تمرين تدريب قوة يهدف إلى تقوية عضلات ثلاثية الرؤوس الموجودة في الجزء الخلفي من الذراع. يُعرف هذا التمرين أيضًا باسم دفع العضلة ثلاثية الرؤوس أو تمديد العضلة ثلاثية الرؤوس أثناء الوقوف باستخدام الذراعين.

## طريقة أداء التمرين
يتم تنفيذ تمرين الضغط لأسفل عن طريق دفع جسم إلى الأسفل ضد المقاومة، وهو ما يجسد الوظيفة الأساسية لعضلة ثلاثية الرؤوس، وهي تمديد مفصل الكوع. هناك العديد من التنويعات لتمرين الضغط لأسفل، كل منها يستهدف عضلة ثلاثية الرؤوس بطرق مختلفة:
- دفع الحبل للأسفل، يتضمن هذا التنوع توصيل ملحق حبل بجهاز كابل. أثناء تنفيذ التمرين، تتجه راحة اليد إلى الداخل وتدور الذراعان للداخل أثناء الدفع للأسفل. يعمل هذا التمرين على جميع أجزاء العضلة ثلاثية الرؤوس، لكنه يركز بشكل خاص على الرأس الجانبي.

- دفع الشريط المستقيم للأسفل، في هذا التنوع، يتم توصيل ملحق شريط مستقيم بجهاز الكابل. يتم إمساك الشريط بحيث تكون المفاصل متجهة إلى الأعلى، مع تثبيت المرفقين بالقرب من الجسم. يستهدف هذا التنوع الرأس الطويل للعضلة ثلاثية الرؤوس.

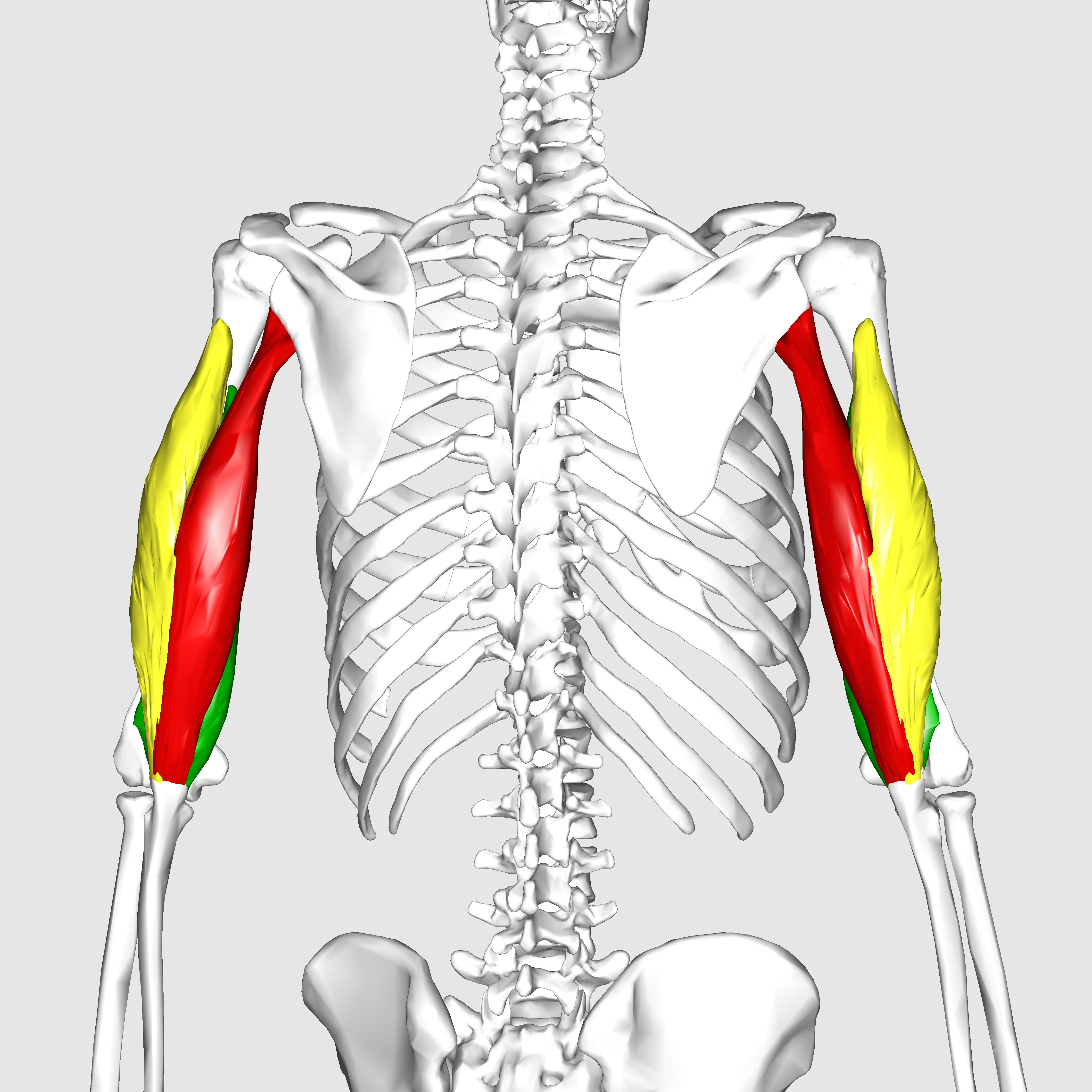

- الضغط على قضيب V، يُعد الضغط على قضيب V مزيجًا من الضغط على الحبل والضغط على الشريط المستقيم. يستخدم هذا التنوع ملحق شريط V متصل بجهاز كابل، ويتم تنفيذه مع تثبيت المرفقين بالقرب من الجسم. يستهدف هذا التمرين جميع رؤوس العضلة ثلاثية الرؤوس بشكل متساوٍ.

## استخدام أدوات أخرى
يمكن أيضًا تنفيذ تمارين الضغط باستخدام أدوات أخرى، مثل:
- أشرطة المقاومة: تُعتبر خيارًا ممتازًا للتمرين المنزلي أو عندما تكون المعدات محدودة.
- التناوب باستخدام ذراع واحدة: يزيد من التحدي ويستهدف العضلات بشكل منفرد.
- قبضات مختلفة: تغيير القبضة (مثل القبضة العلوية أو السفلية) يساعد في تنشيط أجزاء مختلفة من العضلة ثلاثية الرؤوس.

## فوائد تمرين الضغط لأسفل
من فوائد هذا التمرين:
- تقوية العضلات: يساعد في بناء قوة وحجم عضلات ثلاثية الرؤوس.
- تحسين الأداء الرياضي: يساهم في تحسين الأداء في الرياضات التي تتطلب قوة دفع قوية.
- مرونة التمرين: يمكن تعديله بسهولة ليناسب مستويات اللياقة البدنية المختلفة.

## نصائح لأداء التمري
تمرين الضغط لأسفل هو أحد أهم تمارين تقوية عضلات ثلاثية الرؤوس، ويتميز بتنوعه وفعاليته. سواء تم باستخدام جهاز الكابل أو أشرطة المقاومة، يُعتبر هذا التمرين إضافة قيمة إلى أي برنامج تدريبي.
- الحفاظ على الوضعية الصحيحة: يجب تثبيت المرفقين بالقرب من الجسم لتجنب تحميل زائد على مفصل الكتف.
- استخدام وزن مناسب: اختر وزناً يمكنك التحكم به مع الحفاظ على الشكل الصحيح.
- التنفس السليم: قم بالزفير أثناء الدفع للأسفل والشهيق أثناء العودة إلى الوضعية الابتدائية.